# Evangelische Kirche Annaburg
Die Evangelische Kirche Annaburg wurde in der Zeit um 1500 errichtet und befindet sich am Markt der Stadt Annaburg im Landkreis Wittenberg in Sachsen-Anhalt.

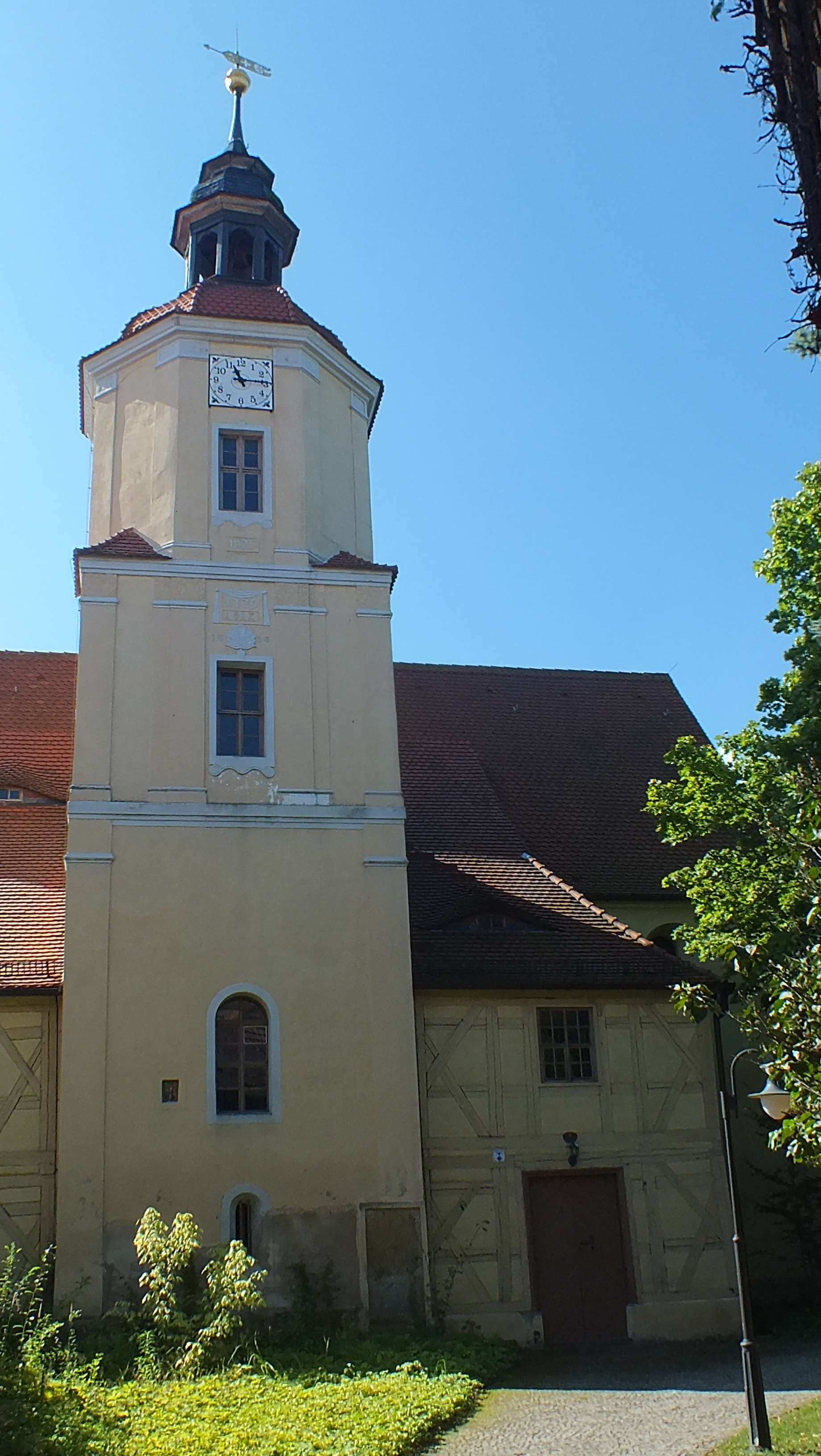
Kirche Annaburg

## Beschreibung

### Außengebäude
Der Backsteinsaal aus der Zeit der Errichtung der Kirche verfügt über einen dreiseitigen Ostabschluss. An der Nordseite der Kirche befindet sich ein quadratischer Turm, welcher in seinem unteren Teil spätgotisch ist. Aus dem Jahr 1787 stammen der Aufbau des Turmes mit Haube und Laterne. Ein spätgotisches Kreuzigungsrelief aus Ton ist im Außenbereich auf Höhe der Loge angebracht. Die beiderseits des Turms befindlichen Fachwerkanbauten wurden ebenfalls 1787 angefügt. Im Jahr 1993 erfolgte eine Außenrestaurierung des Gebäudes. Der Nordzugang ist spitzbogig und verfügt über eine gemalte Rahmung. Das in die Sakristei führende Portal ist von gemalten Weihekreuzen umgeben.

### Innenraum
Im Kirchenschiff befindet sich eine mit floraler Malerei versehene Kassettendecke aus dem späten 17. Jahrhundert. Eine in zwei Bögen zum Schiff geöffnete verglaste Patronatsloge befindet sich im Turmuntergeschoss über der Sakristei. In ihren Brüstungsfeldern ist das sächsische Kur- und Landeswappen angebracht. Der Flügelaltar mit einer Rahmung aus der Zeit der Renaissance stammt aus dem Jahr 1602. Im Hauptfeld des Altars ist eine Kreuzigungsszene dargestellt. In den Flügeln sind die Gethsemaneszene und die Dornenkrönung, in der Predella ist das Abendmahl zu sehen. In die Felder des Korbes der hölzernen Kanzel sind die Evangelisten gemalt. Über der Kanzel befindet sich ein Schalldeckel. Die kelchförmige Sandsteintaufe stammt aus dem Jahr 1674. Auf dem Balusterfuß befindet sich auf einer runden Kuppa ein Stifterwappen sowie frühbarocke Festons. Der dreitürmige Orgelprospekt wurde Ende des 18. Jahrhunderts errichtet. Die heutige Orgel ist ein Werk von Wilhelm Rühlmann aus dem Jahr 1913 mit 22 Registern auf zwei Manualen und Pedal. Ein spätgotisches hölzernes Kruzifix befindet sich unter der Südempore der Kirche. 
Aus der Zeit um 1510 stammt ein mit geschnitztem Astwerkdekor versehenes hölzernes Lesepult, das sich jetzt im Gemeinderaum der Kirche befindet.

### Gemälde
Ein Epitaphgemälde aus der Zeit des frühen 17. Jahrhunderts zeigt die Geburt Christi. Ebenfalls aus dieser Zeit stammt ein Gemälde mit Stifterfamilie und Kreuzigungsszene. Ein weiteres Bild zeigt das Stifterpaar und die Auferweckung des Lazarus und ist auf das Jahr 1688 datiert. Aus dem 19. Jahrhundert, sowie aus den Jahren 1688, 1725 und 1760 stammen die vier in der Kirche befindlichen Pastorenbildnisse.

## Sonstiges
Ein Antependium mit einer Stickerei eines Kruzifix stammt aus dem Jahr 1685. Die Kirche verfügt über mehrere Barockstühle. Vier davon sind mit geprägten Lederbezügen versehen. Ein Inschriftengrabstein mit einem Wappen für Barbara von Kittelde stammt aus dem Jahr 1581. Auf dem Friedhof der Kirche befinden sich mehrere Skulpturgrabdenkmäler aus dem 18. und 19. Jahrhundert. Das Gebäude steht unter Denkmalschutz und ist im Denkmalverzeichnis des Landes Sachsen-Anhalt aufgeführt.